# Hanley Child
Hanley Child är en by i civil parish Hanley, i distriktet Malvern Hills, i grevskapet Worcestershire, i England. Byn är belägen 22 km från Worcester. Hanley Child var en civil parish 1866–1933 när blev den en del av Hanley. Civil parish hade 119 invånare år 1931.